# 埃德蒙·赫林

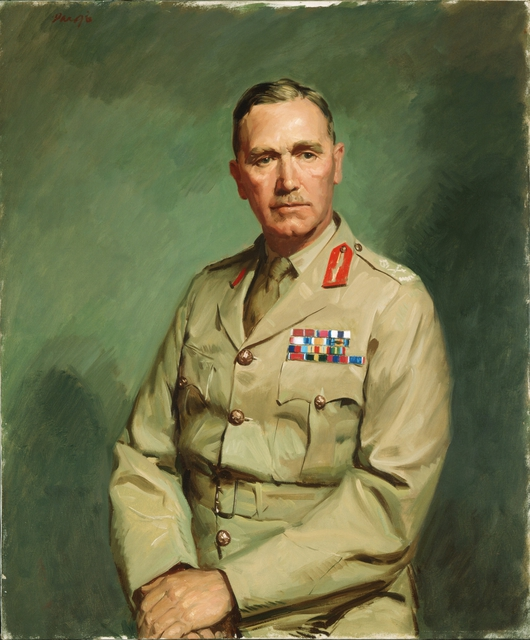
埃德蒙·赫林畫像

埃德蒙·赫林（英語：Edmund Francis Herring，1892年9月2日—1982年1月5日），第二次世界大戰時澳大利亞陸軍軍人，維多利亞州中將、維多利亞州最高法院首席法官。

## 生平
生於澳洲維多利亞州瑪麗伯勒，卒於坎伯韋爾。